# Pierre Gerbais
Pour les articles homonymes, voir Gerbais (homonymie).
Pierre Gerbais, décédé en 1391 ou 1392, est un officier savoyard du XIVe siècle. Il est trésorier général de Savoie, sous le comte Amédée VI de Savoie, et il est accusé en 1380 de l'empoisonnement d'un noble de la région, le seigneur Hugues de Grammont.

## Carrière

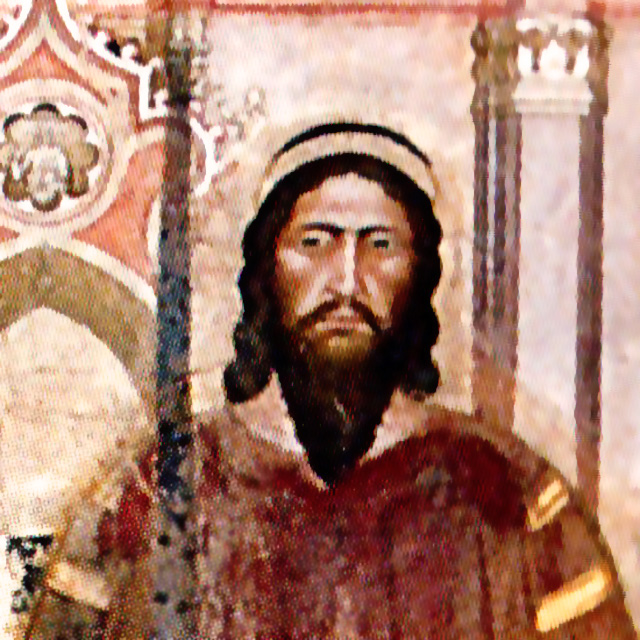
Amédée VI de Savoie, le Comte Vert

Pierre Gerbais est un petit noble originaire des environs de Belley, près du lac du Bourget, dans le Bugey, alors partie du comté médiéval de Savoie. Il devient financier dans le Bugey et dans sa capitale administrative, Chambéry. Cette ascension dans les offices lui permet d'acquérir un statut seigneurial dans le Bugey et surtout d'arriver au poste de trésorier général de Savoie, qu'il occupe vers 1380, sous le règne du comte Amédée VI. Il est à noter également, car c'est l'une des causes du procès qu'il subit, que Pierre Gerbais est l'un des plus grands créanciers du comte de Savoie,.

## Procès pour empoisonnement
Pierre Gerbais est accusé en 1380 de l'empoisonnement d'un noble.

### Mobile du procès: un noble mort de manière suspecte
Hugues de Grammont, également un petit noble du Bugey, meurt le 29 septembre 1375, tout comme son serf, après avoir contracté pendant quelques jours une première maladie, durant l'été 1375, puis une seconde qui lui est finalement fatale. Les témoins entendus dans le cadre du procès contre Pierre Gerbais font ressortir les symptômes physiques suivants : grand sentiment de froid, noirceur et rougeur sur la peau, tremblements, vomissements, maux de cœur, caillots de sang régurgités et enflement. Pour les témoins du procès, il s'agit d'une mort suspecte et donc peut-être d'un meurtre. Au vu de la médecine moderne, il s'agit en fait probablement d'une peste, ce qui est assez banal pour l'époque.

### Accusation portée: empoisonnement intéressé
Pierre Gerbais est accusé d'avoir empoisonné Hugues de Grammont, pour s'approprier plus vite son héritage, qui devait revenir aux fils Gerbais selon d'étonnants actes juridiques passés par Hugues de Grammont et conservés en copie (hommage, donation, testament et codicille). Il s'agit peut-être d'actes passés en reconnaissance de nombreux prêts consentis par Pierre Gerbais à Hugues de Grammont. Cette accusation est essentiellement portée par Geoffroy de Grammont, frère du défunt et héritier naturel déshérité, puisqu'il se voit dépossédé de l'héritage fraternel par ces actes donnant toutes les possessions familiales aux fils Gerbais.

### Forme du procès
Avant le procès lui-même, différentes attaques sont menées par Geoffroy de Grammont contre Pierre Gerbais ; le trésorier général est d'abord accusé de malversations et de concussion dans son office de trésorier général en 1376. Puis s'ensuivent deux années de guerres privées, si fréquentes au Moyen Âge, entre 1377 et 1378, auxquelles le comte Amédée VI impose finalement des trêves.
Commence ensuite le procès en lui-même, qui dure quatre ans. La procédure, longue et complexe, est de type essentiellement accusatoire. Les recueils de témoignages constituent l'essentiel des sources conservées sur cette affaire. La chronologie du procès fut difficile à reconstituer, en partie en raison du foisonnement et de la variété des intervenants, des stratégies en présence et des sources à disposition. Le comte, toutes sortes d'officiers et de notaires participent à la procédure et plus de 160 témoins de tout rang sont entendus. Les parties en présence ont chacune leur stratégie bien définie, leur manière de présenter les faits, qui évolue néanmoins dans le temps.

### Phases du procès

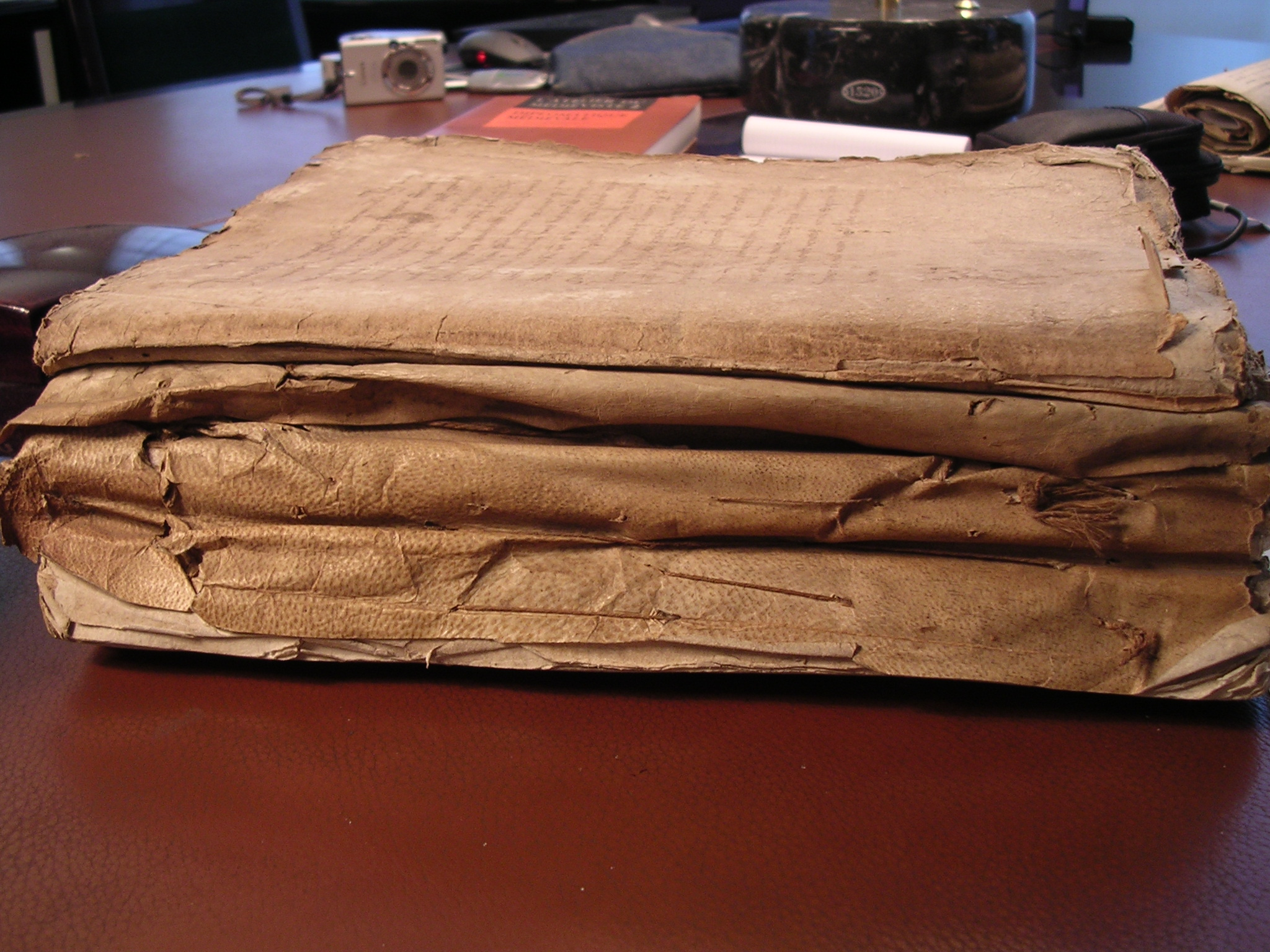
Manuscrit de la défense de Pierre Gerbais durant son procès pour empoisonnement

Quatre phases ont pu être décelées ; il en ressort une alternance parfaite entre celles menées par l'accusation et par la défense, à tour de rôle : 
1. L'année 1379 voit la première phase menée par l'accusation : après les procédures judiciaires antérieures et les guerres privées mentionnées plus haut contre Pierre Gerbais, Geoffroy de Grammont porte plainte pour empoisonnement devant la diète comtale qui s'est tenue à Morges. 85 témoins sont entendus par l'accusation. Il est néanmoins à relever que ce recueil de témoignages est connu indirectement mais qu'il est actuellement introuvable, perdu ou mal rangé aux Archives d'État de Turin. Pierre Gerbais est, à la suite de cette première phase, emprisonné à Nyon puis à Chillon, et surtout condamné à la prison à perpétuité. La défense fait appel de la décision, la procédure d'appel constituant les documents conservés actuellement aux Archives d'État de Turin.
2. L'année 1380 voit la poursuite du procès avec la procédure de la défense qui fait entendre des médecins réputés ainsi que de nombreux témoins privés pour son parti ; il s'agit de la phase principale de la défense. Un autographe de repentir de Pierre Gerbais — une sorte de mea culpa — est également daté de cette année ; il s'agit par ailleurs du seul document d'archives conservé dans cette affaire à être écrit en francoprovençal et non en latin. Cette procédure propose donc une argumentation très riche, dans une défense organisée par Amblard Gerbais, frère et bras droit de Pierre Gerbais, avec un matériel de preuve copié dans un mémorial et des pièces étiquetées, élément qui ne se retrouve pas pour l'accusation.
3. L'année 1381 voit les échanges procéduraux s'accélérer. En février, des médecins sont entendus pour l'accusation, dont les dépositions n'ont toutefois pas été consignées dans un mémorial, à la différence de la défense. En septembre, la défense propose de nouvelles séries de témoignages, discréditant ou corroborant la réputation de tel ou tel témoin entendu précédemment dans la procédure.
4. L'année 1382 constitue l'achèvement du procès. Dix témoins sont entendus en faveur de l'accusation, dans un recueil très intéressant car montrant la stratégie de l'accusation sur le fond : on y allègue notamment un comportement étrange de Pierre Gerbais à la suite de la mort de Hugues ou un adultère entre l'épouse de Hugues de Grammont et Pierre Gerbais, et on défend bien sûr la thèse de l'empoisonnement.

Plus globalement, il ressort un déséquilibre des forces qui tourne à l'avantage de la défense, tant en nombre de témoins qu'en leur qualité ou qu'en moyens investis dans la procédure. Les moyens mis en œuvre par la défense de Pierre Gerbais sont plus importants que ceux de l'accusation sur plusieurs points : ampleur des enquêtes et nombre de témoins, copie des pièces à décharge — notamment les actes juridiques donnant l'héritage aux fils Gerbais — et meilleure qualité des médecins entendus pour défendre la cause.

### Dénouement de l'affaire
À terme, l'affaire tourne à l'avantage de la défense mais Pierre Gerbais en sort toutefois affaibli, au moins temporairement. Déjà, avant le procès, le trésorier général est mis sous tutelle dans son office par le comte mais conserve néanmoins celui-ci, moyennant de très lourdes amendes et confiscations de biens. Amédée VI efface ainsi à bon compte ses très lourdes ardoises envers son trésorier. Au terme de la première procédure de 1379, Pierre Gerbais est condamné à la prison à perpétuité, et non à la peine capitale, ce qui est peut-être vu comme un signe de magnanimité du comte de Savoie. L'accusé sera pourtant emprisonné à Chillon durant tout le procès et au-delà (1379-1384 ou 1385).
Geoffroy de Grammont, le frère déshérité, est débouté de sa demande et n'obtiendra jamais la succession de Hugues de Grammont, dont une partie passe, comme c'était convenu, aux fils Gerbais. L'affaire se termine en « queue de poisson » avec la mort du comte Amédée VI en 1383. On arrête à ce moment toute la procédure ; il n'y a ainsi aucun jugement pour la procédure d'appel commencée en 1380. La grande politique prend manifestement le pas sur la petite. Pierre Gerbais est gracié par Amédée VII, le « Comte Rouge » et successeur de son père en quête de légitimité, mais déchu de presque l'entier de ses possessions au gré d'amendes diverses. Il reviendra temporairement aux affaires, après sa libération, comme trésorier, créancier et officier, avant de mourir en 1391 ou 1392. Ses fils conservent les biens légués entre vifs par Hugues de Grammont et apparaissent dans les sources comme étant au service du comte et en tant que nobles, ce qui avait été un but recherché par Pierre Gerbais durant sa vie et au travers de ses choix politiques.

## Similitudes et différences avec d'autres affaires politiques en Savoie et France à la fin du Moyen Âge
À la suite de diverses comparaisons, on peut voir l'affaire Gerbais comme un cas précurseur dans un contexte plus général.

### Mort du Comte Rouge (1391)
Le comte de Savoie Amédée VII décède dans des circonstances étranges en 1391. On accuse alors son médecin Jean de Grandville de l'avoir empoisonné. Un aspect politique se ligue à la perspective médicale puisque l'enquête proprement dite se trouve instrumentalisée par les partis de la régente et de l'épouse, tous deux en conflit. Jean de Grandville est inquiété et l'apothicaire ayant préparé les potions est décapité et écartelé. On décèle des similitudes avec le procès intenté contre Pierre Gerbais :
- même accusation, celle d'empoisonnement ;
- symptômes physiques incompréhensibles que la thèse d'empoisonnement expliquerait ;
- similitudes de procédure avec, dans les deux cas, des auditions de témoins courant sur plusieurs années ;
- les accusés respectifs sont tous deux victimes des conflits de noblesse, qu'elle soit locale ou comtale.

Néanmoins, des différences sont à relever :
- les rangs différents des victimes, d'un petit noble au comte d'un puissant État médiéval ;
- les traitements respectifs des apothicaires ayant préparé les potions pour les victimes où l'un n'est nullement inquiété et l'autre atrocement tué ;
- les sources bien plus abondantes dans l'affaire comtale, ce qui est correspond au rang de la victime.

### Affaire Othon de Grandson (1397)
Othon III de Grandson, grand noble savoyard, seigneur en pays de Vaud et conseiller comtal, fut tué en duel par Gérard d'Estavayer, petit noble vaudois. Il avait été acculé à ce duel fatal en raison d'accusations de sa complicité dans la mort d'Amédée VII mais aussi pour d'autres raisons mises en lumière par l'historiographie récente (difficultés de successions, perte de soutien dans ses terres, mauvaise réputation d'un parent condamné et proche de Bonne de Bourbon qui est aussi en mauvaise position).
Dans les deux affaires Grandson et Gerbais, on voit apparaître un besoin de réseau pour soutenir l'accusé lorsqu'il est en difficulté : Grandson résiste à la pression exercée sur lui tant qu'il est soutenu par la puissante Bonne de Bourbon, mais s'effondre peu après celle-ci ; Pierre Gerbais est lui aussi maintenu dans son office de trésorier tant que le comte continue à le soutenir. Par ailleurs, les deux affaires mettent en lumière le processus de mise à l'écart d'un personnage devenu trop puissant pour la classe dirigeante : Othon de Grandson dans le rôle de vieux conseiller qui n'a plus sa place pour certains et Pierre Gerbais dans celui d'un bourgeois faisant une brillante carrière dans les offices et les créances mais qui devient trop vite seigneur et donc noble pour un certain seuil social de tolérance. 
On relève néanmoins des différences de rang social, dont découlent des moyens d'attaque différents, du duel chevaleresque dans le cas d'Othon de Grandson à la procédure écrite notariée pour Pierre Gerbais, ainsi qu'une issue divergente : tranchante dans le cas du duel et trouble dans le cas de Gerbais.

### Crime de lèse-majesté chez Jean Lageret (1417)
Jean Lageret était un bourgeois de Chambéry ayant bénéficié d'un heureux mariage et devenu riche propriétaire terrien. Ayant fait carrière dans le droit, il devient conseiller du duc Amédée VIII de Savoie. Arrêté pour sortilège et envoûtement avec un complice, prouvés au moyen d'amulettes représentant le duc trouvées chez eux, Jean Lageret est torturé et décapité et ses biens saisis. Les causes fréquemment mises en exergue par l'historiographie sont celles d'une carrière fulgurante et d'une arrogante fortune, ayant provoqué nombre de jalousies. Cette affaire est souvent présentée comme le cas précurseur des grands procès en sorcellerie du XVe siècle. 
En comparaison avec Pierre Gerbais, on relève un parcours semblable, au sein de domaines princiers par excellence — les finances et le droit —, et une zone d'influence locale dans leur région natale respective (Chambéry pour Lageret, le Bugey pour Gerbais). Par contre, Lageret est exécuté pour l'exemple, par un tout nouveau duc qui cherche à marquer son autorité, alors que Gerbais n'est jamais inquiété pour sa vie, dans la Savoie pacifique d'Amédée VI. Dans les deux cas enfin, les accusations ne sont pas identiques mais comportent toutes deux le difficile fardeau de la preuve.

### L'officier Guillaume Bolomier (1446)
Guillaume Bolomier était un bourgeois savoyard ayant mené une fulgurante carrière d'offices pour finir conseiller ducal et vice-chancelier, ainsi que châtelain et propriétaire du château du Rosey près de Rolle. Il est d'abord jugé pour outrages et calomnies envers un noble et, au terme d'un second procès inéquitable, noyé dans le lac Léman.
On retrouve dans les deux affaires des jalousies sociales importantes face à des carrières d'offices jugées trop flamboyantes, mais surtout des différences de sort (Bolomier exécuté quand Gerbais n'a été qu'averti) et de situation politique de la Savoie (théâtre d'intrigues sous Amédée VIII et le passage du duché à son fils Louis par opposition à la Savoie pacifiée d'Amédée VI). Notons enfin que Bolomier a subi un simulacre de tribunal alors que Gerbais bénéficia d'un procès équitable.

### L'argentier Jacques Cœur (1451-1454)
Jacques Cœur fut, au faîte d'une carrière fulgurante basée sur le commerce, argentier du roi de France Charles VII. Ayant créé une véritable assise territoriale en France, il fut si riche, puissant et présent partout en France qu'il éveilla de multiples jalousies et fut d'abord accusé d'empoisonnement sur la maîtresse du roi Agnès Sorel, mais sans aucune preuve. Il fut ensuite accusé de malversations par le conseil du roi. Au terme du procès intenté contre lui, Cœur arrive à s'évader et meurt en croisade. Cette affaire est amplement couverte par l'historiographie, à tel point qu'on appela Gerbais « le Jacques Cœur savoyard ». 
Dans les deux affaires, on retrouve des carrières vécues comme trop fulgurantes et constituant un affront à la classe dirigeante, ainsi que des procès à la fois politiques et financiers. Gerbais bénéficia cependant d'un procès plus équitable que Cœur, avec possibilité d'appel notamment. L'attitude des prisonniers est également différente : Cœur s'évade alors que Gerbais reste en prison avant de se faire gracier. Le choc des proportions, de la Savoie à la France, est aussi à relever. Enfin, c'est l'accusation d'empoisonnement qui fait chuter Gerbais et non celles concernant son office de trésorier alors que c'est le contraire chez Cœur.

## L'affaire Gerbais comme un cas précurseur
On peut citer d'autres affaires en Savoie, moins connues et moins spectaculaires mais relevant de problématiques similaires : celles de Georges Solier, chancelier sous Amédée VI, accusé de modification de traité et exilé ; Antoine de Sure, petit noble malfrat voulant enlever le duc qui fut décapité ; Jean de Compey contre les ligues nobiliaires sous Louis de Savoie qui fut humilié ; le chancelier Jacques de Valpergue, qui fut enlevé et noyé au terme d'un simulacre de tribunal, ou Guy de Feysigny, président du conseil de Chambéry et vassal du comte de Montmayeur, qui le fit exécuter car il aurait voulu exécuter les ordres du duc Louis de faire arrêter Montmayeur.
L'affaire Gerbais partage un certain nombre de points communs avec d'autres affaires proches d'elle dans le temps et l'espace :
- carrière dans l'administration bien menée et ascension brillante ;
- poste finalement important, en l'occurrence celui de trésorier ;
- statut de châtelain, de seigneur territorial ;
- accusations diffamatoires plus ou moins justifiées lançant une enquête ;
- procès ou enquête plus ou moins important ;
- dimension souvent politique liée au mobile annoncé au départ ;
- sanction sociale face à une ascension trop éclatante pour la classe dirigeante, au détriment de laquelle se fait cette ascension.

On voit ressortir ainsi la cristallisation du conflit entre une riche bourgeoisie d'offices, ou plus largement toute ascension sociale trop visible, et une vieille noblesse d'épée désargentée. L'affaire Gerbais fait par contre ressortir son originalité propre sur un certain nombre de points :
- procédure accusatoire et équitable car la victime n'est qu'un petit noble local ;
- mécanisme de chute :  Pierre Gerbais ne tombe pas (comme d'autres) à cause de ses charges administratives mais à cause de son statut seigneurial sur une zone territoriale restreinte ;
- place donnée au monde médical dans l'enquête exceptionnellement importante ;
- pas de peine capitale, pas de torture et pas de complice inquiété ;
- sort globalement plus « doux ».

Chez Gerbais, la force de l'infama (mauvaise réputation) suffit. Dans les affaires postérieures où le prince sera touché dans son intégrité physique, la sanction aura souvent valeur d'exemple, pour asseoir l'autorité et le respect de la personne physique du prince. C'est ainsi que pour la première fois, dans l'affaire Gerbais, la corrélation est faite entre ascension sociale trop rapide et accusation d'empoisonnement pour casser une carrière socialement intolérable. Ce n'est par contre pas la dernière, l'affaire Gerbais inaugurant les grands procès politiques de la fin du Moyen Âge.